# Gargamelle

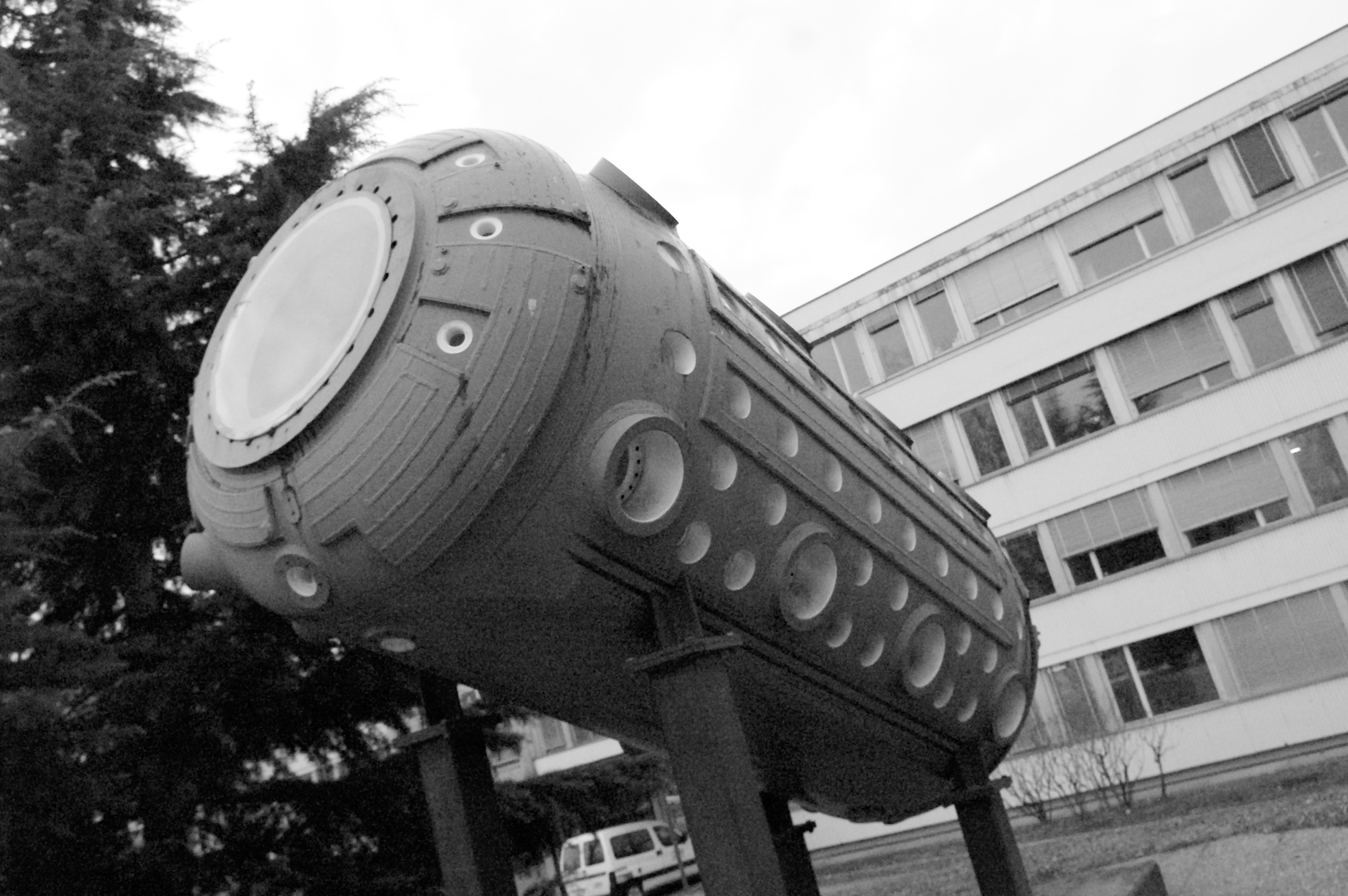
Gargamelle obecnie, na wystawie muzeum Mikrokosmos w CERN

Gargamelle – nazwa dużej komory pęcherzykowej, użytej w latach 70. XX wieku w CERN do badania oddziaływania neutrin z innymi cząstkami elementarnymi. Zbudowana we Francji, o średnicy niemal 2 metrów i długości 4,8 metra, Gargamelle mieściła prawie 12 m³ freonu. Ciężki płyn został użyty zamiast popularniejszego ciekłego wodoru, co zwiększyło szansę na oddziaływanie neutrino z innymi cząstkami, a także ułatwiło odróżnienie mionów od pionów.
Gargamelle działała od 1970 do 1978 roku, bombardowana neutrinami i mionami wytworzonymi w synchrotronie protonowym należącym do CERN. Eksperymenty te doprowadziły do jednego z najważniejszych odkryć w historii CERN: eksperymentalnej obserwacji prądów neutralnych, odpowiedzialnych za niektóre efekty oddziaływania słabego. Odkrycie to zostało oficjalnie potwierdzone i ogłoszone w lipcu 1973, niedługo po teoretycznym ich przewidzeniu.
W eksperymencie przeanalizowano około 83 tys. obserwacji neutrin, wśród których wykryto 102 oddziaływania prądu neutralnego. Naukowcy szukali zderzeń, podczas których produkowane były wyłącznie hadrony.
Nazwa Gargamelle pochodzi z powieści François Rabelais'go "Gargantua i Pantagruel", gdzie Gargamelle była matką Gargantuy.